# Melinna heterodonta
Melinna heterodonta är en ringmaskart som beskrevs av Moore 1923. Melinna heterodonta ingår i släktet Melinna och familjen Ampharetidae. Inga underarter finns listade i Catalogue of Life.